# Josef Carl von Klinkosch
Josef Carl Ritter von Klinkosch (* 28. Februar 1822 in Wien; † 8. Juni 1888 ebenfalls in Wien) war ein bekannter Wiener Silberschmied und Hoflieferant.

## Biographie

Werbung von J. C. Klinkosch (1891)

Werbung von J. C. Klinkosch (1917)

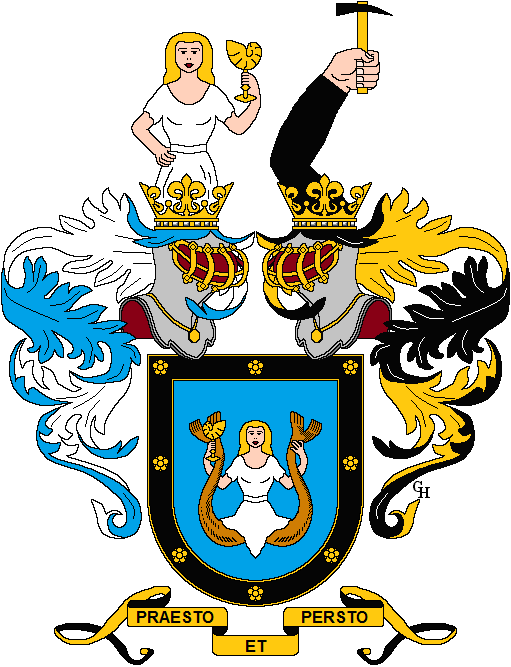
Wappen Klinkoschs anlässlich seiner Erhebung in den Ritterstand 1879

Josef Carl (auch: Karl) Klinkosch war der Sohn von Carl Klinkosch (1797–1860) und Katharina geb. Kempenich (1801–1830). Die Mutter starb an Kindbettfieber und wurde, ebenso wie ihr Gatte Carl am St. Marxer Friedhof begraben (an der Mauer).
Josef Carls älterer Bruder Heinrich (1820–1889) war Bankier und starb durch Suizid. Er hatte finanzielle Probleme. Josef Carls jüngerer Bruder Julius (1825–1897) starb an Lungenverhärtung und liegt am Hietzinger Friedhof begraben (Gruppe 13, Nr. 145).
Josef Carl erlernte das Silberschmiedehandwerk von seinem Vater, der 1830/31 zusammen mit Stefan Mayerhofer die Manufaktur Mayerhofer & Klinkosch gegründet hatte. 1851 übernahm Josef Carl die Manufaktur.
Während der Unruhen von 1848 war er Hauptmann der Bürgergarde. Im selben Jahr heiratete er die 1830 geborene Elisabeth (Elise) Johanne Caroline Swoboda. 
Klinkosch verfeinerte den Stil der in der Manufaktur erzeugten Waren und begann auch mit der Herstellung von Chinasilberwaren. Zahlreiche Künstler, auch aus dem Ausland, wurden mit der Ausarbeitung der Entwürfe betraut. Bei der Herstellung nahm Klinkosch die sogenannte „veraltete“ händische Produktion teilweise wieder auf, die europaweit sehr erfolgreich wurde. Zahlreiche Silber- und Goldmedaillen auf Ausstellungen für die qualitativ hochwertigen Silberproduktion waren die Folge.
Zu den Kunden des Unternehmens zählten nicht nur das gehobene Bürgertum und Adelige, sondern ab 1855 auch der kaiserliche Hof, der ihm auf Grund seiner Verdienste und der hohen Qualität der Produkte den Titel „k.u.k. Hof- und Kammerlieferant“  verlieh.
1861/1862 war Klinkosch Mitglied des Wiener Gemeinderates.
1869 wurde Klinkosch Alleininhaber und die Firma wurde in J. C. Klinkosch umbenannt. Das Unternehmen beteiligte sich an den Weltausstellungen 1873 in Wien und 1878 in Paris.
1879 wurde Josef Carl Klinkosch zum Ritter geadelt. Ab 1884 zog er sich vom Geschäft zurück und die Firma wurde an seine beiden Söhne Arthur (1853–1899) und Isidor (1852–1914) übergeben. Mit seinem Vermögen baute er eine umfangreiche private Kunstsammlung auf, die 1889 nach seinem Tod versteigert wurde. Josef Carl Klinkosch verstarb im Haus Afrikanergasse 3 im 2. Wiener Gemeindebezirk Leopoldstadt. 1918 wurde die Firma von Arthur Krupp erworben und unter dem Namen „J.C. Klinkosch A.G.“ weitergeführt. 1972 wurde die Firma aus dem Handelsregister gelöscht.
In zweiter Ehe heiratete Prinz Aloys von und zu Liechtenstein am 30. Mai 1890 seine Tochter Johanna Elisabeth Maria von Klinkosch (* 1848; † 31. Jänner 1925). Johannas erste Ehe mit Ottomar Haupt, Bankier, wurde mit päpstlicher Dispens aufgehoben.
Die andere Tochter, Paula (1851–1901) heiratete den Grafen Gyula von Széchény (1829–1921). Ihr gemeinsamer Sohn Gyula (Julius jun.) Széchény (1878–1956) heiratete Gisela, geb. Gräfin Haas-Teichen (1890–1945), die Tochter des Teppichhändlers Philipp Haas-Teichen (1859–1926) – „Haas-Haus“.
Josef Carl wurde in der Familiengruft am Hietzinger Friedhof beigesetzt, Gruppe 13, Nr. 145, ebenso wie seine Gattin Elise (1910), sein Bruder Julius, seine Söhne Isidor und Arthur und das Kind von Johanna und Alois Liechtenstein (Totgeburt 1891).
Die Produkte von Klinkosch erzielen heute auf Auktionen hohe Preise.